# A legnagyobb földrengések listája
A Föld legnagyobb földrengéseinek listája erősség és áldozatok alapján.

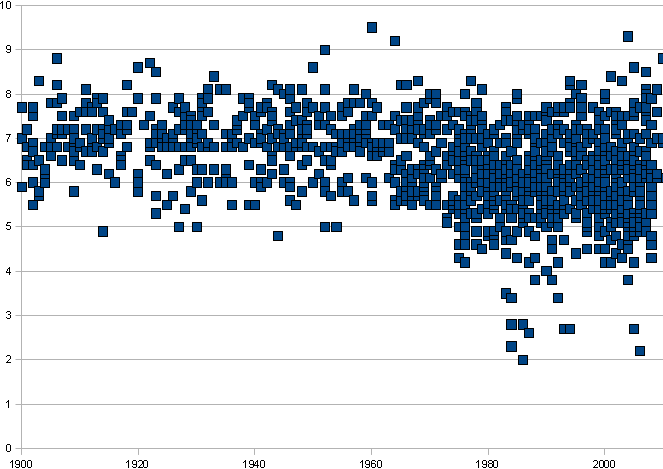
Halálos áldozatot követelő földrengések 1900 óta

## Erősség alapján

A 8-as vagy nagyobb magnitúdójú földrengések 1900 óta. A kör nagysága a halálos áldozatok alapján változik. (angol nyelvű)

A legnagyobb földrengések 1900-tól 2017-ig a térképen

A 19. század vége előtti földrengések erősségének nagysága csak becslés, így a tényleges sorrend kissé változhat
| No. | Dátum               | Hely                                                               | Név                                   | Magnitúdó       |
| --- | ------------------- | ------------------------------------------------------------------ | ------------------------------------- | --------------- |
| 1   | 1960. május 22.     | Valdivia, Chile                                                    | 1960-as chilei földrengés             | 9.4–9.6         |
| 2   | 1964. március 27.   | Prince William-öböl, Alaszka, USA                                  | 1964-es alaszkai földrengés           | 9.2             |
| 3   | 2004. december 26.  | Indiai-óceán, Szumátra, Indonézia                                  | 2004-es indiai-óceáni földrengés      | 9.1–9.3         |
| 4   | 2011. március 11.   | Csendes-óceán, Tóhoku régiója, Japán                               | 2011-es tóhokui földrengés            | 9.1             |
| 5   | 1952. november 4.   | Kamcsatka, Szovjetunió                                             | 1952-es kamcsatkai földrengés         | 9.0             |
| 6   | 1868. augusztus 13. | Arica, mai Chile (akkor Peru)                                      | 1868-as arikai földrengés             | 8.5–9.0 (becs.) |
| 7   | 1700. január 26.    | Csendes-óceán, mai USA és Kanada (akkor Spanyol és Brit Birodalom) |                                       | 8.7–9.2 (becs.) |
| 8   | 1762. április 2.    | Csittagong, mai Banglades (akkor Mrauk U)                          |                                       | 8.8 (becs.)     |
| 9   | 1833. november 22.  | Szumátra, mai Indonézia (akkor Holland Kelet-India)                | 1833-as szumátrai földrengés          | 8.8 (becs.)     |
| 10  | 1906. január 26.    | Ecuador – Kolumbia                                                 | 1906-os ecuadori–kolumbiai földrengés | 8.8             |
| 11  | 2010. február 27.   | Maule, Bío-Bío régió, Chile                                        | 2010-es chilei földrengés             | 8.8             |
| 12  | 1950. augusztus 15  | Asszám, India – Tibet, Kína                                        | 1950-es asszámi–tibeti földrengés     | 8.7             |
| 13  | 1707. 10. 28.       | Csendes-óceán, Shikoku régió, Japán                                |                                       | 8.7–9.3 (becs.) |
| 14  | 1730. 07. 08.       | Valparaíso, mai Chile (akkor a Spanyol Birodalom része)            |                                       | 8.7 (becs.)     |
| 15  | 1755. 11. 01.       | Atlanti-óceán, Lisszabon, Portugália                               | 1755-ös lisszaboni földrengés         | 8.5–9.0         |
| 16  | 1965. 02. 04.       | Patkány-szigetek, Alaszka, USA                                     |                                       | 8.7             |
| 17  | 1746. 10. 28.       | Lima, mai Peru (akkor Sp. Birodalom)                               |                                       | 8.6 (becs.)     |
| 18  | 1787. 03. 28.       | Oaxaca, mai Mexikó (akkor Sp. Birodalom)                           |                                       | 8.6 (becs.)     |
| 19  | 1957. 03. 09.       | Andreanof-szigetek, Alaszka, USA                                   |                                       | 8.6             |
| 20  | 2005. 03. 28.       | Szumátra, Indonézia                                                | 2005-ös szumátrai földrengés          | 8.6             |
| 21  | 2012. 04. 11.       | Indiai-óceán, Szumátra, Indonézia                                  | 2012-es szumátrai földrengés          | 8.6             |
| 22  | 1575. 12. 16.       | Valdivia, mai Chile                                                |                                       | 8.5 (becs.)     |
| 23  | 1604. 11. 24.       | Arica, mai Chile                                                   |                                       | 8.5 (becs.)     |
| 24  | 1647. 05. 13.       | Santiago, mai Chile                                                |                                       | 8.5 (becs.)     |
| 25  | 1751. 05. 24        | Concepción, mai Chile                                              |                                       | 8.5 (becs.)     |
| 26  | 1822. 11. 19.       | Valparaíso, Chile                                                  |                                       | 8.5 (becs.)     |
| 27  | 1835. 02. 20.       | Concepción, Chile                                                  |                                       | 8.5 (becs.)     |
| 28  | 1861. 02. 16.       | Szumátra, Indonézia                                                |                                       | 8.5             |
| 29  | 1877. 05. 09.       | Iquique, Chile (akkor Peru)                                        |                                       | 8.5 (becs.)     |
| 30  | 1922. 11. 10.       | Atacama régió, Chile, Catamarca, Argentina                         |                                       | 8.5             |

## Áldozatok alapján
| No. | Név                                        | Dátum         | Hely                                     | Áldozatok        | Magnitúdó  | Megjegyzés |
| --- | ------------------------------------------ | ------------- | ---------------------------------------- | ---------------- | ---------- | --- |
| 1   | 1556-os saanhszi földrengés                | 1556. 01. 23. | Sanhszi, Kína                            | 820,000–830,000  | 8.0        | 820-830 ezer a becsült halottak száma Senhszi tartományban. A rengések 840 km-es körzetben szinte mindent letaroltak, 10 tartományra terjedtek ki, ahol sok helyen a népesség 60 %-a meghalt. |
| 2   | 1976-os tangsani földrengés                | 1976. 07. 28. | Hopej, Kína                              | 242,769–700,000+ | 7.8        | A hivatalos becslések szerint mintegy 255 ezer halálos áldozata volt, más becslések ettől jóval eltérnek. A rengést a 280 km-re lévő Pekingben is érezték.                                    |
| 3   | 1920-as kanszui földrengés                 | 1920. 12. 16. | Ninghszia–Kanszu, Kína                   | 273,400          | 7.8        | A földrengéssorozat pusztítása leginkább Lancsou városát érte, de a rengések igen kiterjedtek voltak, és a Sárga-tengertől Belső-Mongóliáig óriási területeket érintett.                      |
| 4   | 526-os antiokheiai földrengés              | 526. 05. 21.  | Antiokheia, Bizánci Birodalom            | 250,000          | 7.0        | A rengéseket hatalmas tűzvész követte. |
| 5   | 2004-es indiai-óceáni földrengés és cunami | 2004. 12. 26. | Indiai-óceán, Szumátra, Indonézia        | 227,898          | 9.1–9.3    | Az áldozatok nagy részét a földrengést követő cunami követelte. |
| 6   | 1138-as aleppói földrengés                 | 1138. 10. 11. | Aleppó, Szíria                           | 230,000          | ismeretlen | Számos utórengés, egészen 1139 júniusáig |
| 7   | 2010-es haiti földrengés                   | 2010. 01. 12  | Haiti                                    | 100,000–316,000  | 7.0        | A becsült áldozatok száma a különböző források alapján erősen eltérő. |
| 8   | 1303-as sanhszi földrengés                 | 1303. 07. 25. | Shanxi, Kína                             | 200,000          | 8.0        | |
| 9   | 856-os damghani földrengés                 | 856. 12. 22.  | Damghan, Irán                            | 200,000          |            | |
| 10  | 893-as ardabili földrengés                 | 893. 03. 22.  | Ardabíl, Irán                            | 150,000          | ismeretlen | |
| 11  | 533-as aleppói földrengés                  | 533. 11. 29.  | Szíria                                   | 130,000          | ismeretlen | |
| 12  | 1908-as messinai földrengés                | 1908. 12. 28. | Messina, Olaszország                     | 123,000          | 7.1        | A történelem egyik legpusztítóbb európai földrengése, amelyben Messina lakosságának 40 %-a halt meg.                                                                                          |
| 13  | 1948-as asgabáti földrengés                | 1948. 10. 06. | Aşgabat, Szovjetunió (mai Türkmenisztán) | 10,000–110,000   | 7.3        | |
| 14  | 1923-as nagy kantói földrengés             | 1923. 09. 01. | Kantó, Japán                             | 105,385          | 7.9        | |
| 15  | 1290-es kínai földrengés                   | 1290. 09. 27. | Kína                                     | 100,000          |            | Kína északkeleti részén |

## Fordítás
- Ez a szócikk részben vagy egészben  a   Lists of earthquakes című angol Wikipédia-szócikk fordításán alapul.  Az eredeti cikk szerkesztőit annak laptörténete sorolja fel. Ez a jelzés csupán a megfogalmazás eredetét és a szerzői jogokat jelzi, nem szolgál a cikkben szereplő információk forrásmegjelöléseként.